# П'єрот-молодший
У цьому Іспанському імені перше або батьківське прізвище - Сальгадо, а друге або материнське - Сальседо.
Норберто Сальгадо Сальседо (ісп. Norberto Salgado Salcedo; нар. 10 березня 1958) - мексиканський лучадор (професійний рестлер) у відставці, в першу чергу відомий під ринговим ім'ям П'єррот-молодший. Сальгадо дебютував у професійному рестлінгу 1 липня 1984 року, працюючи як лучадор енмаскарадо, або борець у масці, використовуючи ім'я П'єррот-молодший. Він втратив маску в результаті поразки в Lucha de Apuestas (поєдинку на спір) з Ла-Паркою в 1998 році. Наприкінці 1990-х років Піррот став відомий як Команданте Піррот або просто Піррот, лідер фракції пропуерториканських борців у CMLL, відомих як Лос Борікуас, незважаючи на те, що він народився в Мексиці. Після перенесеного інсульту в листопаді 2008 року Сальгадо пішов з боротьби. Кілька інших борців використовували ім'я П'єрота або похідні від нього протягом багатьох років зі схвалення Сальгадо, в даний час П'єротіто є єдиним борцем, який активно використовує це ім'я.
Протягом багатьох років Сальгадо працював у мексиканських професійних промоушенах Consejo Mundial de Lucha Libre (CMLL), Asistencia Asesoría y Administración (AAA) та International Wrestling Revolution Group (IWRG). Він також здійснив кілька турів з World Wrestling Council (WWC), що базується в Пуерто-Рико. У 1997 та 1998 роках Сальгадо кілька разів виступав за Всесвітню федерацію рестлінгу (WWF) в рамках угоди AAA/WWF про обмін талантами між двома компаніями. Хоча його рингове ім'я - це іспанське ім'я персонажа П'єро з Комедії дель Арте, його маска і трико були прикрашені чорними і жовтими діамантами в стилі Харлеквіна, персонажа, який традиційно протистояв П'єро в постановах.

## Професійна кар'єра рестлера
Норберто Сальгадо тренувався під керівництвом Ельфего Сільви та Гран Кочіссе в школі луча лібре, пов'язаної з Ареною Ізабель в Куернаваці, Морелос, Мексика. 1 липня 1984 року Сальгадо дебютував на рингу під псевдонімом "П'єрот-молодший", натхненний борцем П'єро, який був популярний у 1950-х роках і не мав до нього жодного відношення.", натхненний борцем П'єро, який був популярний на Арені Ісабель в 1950-х і 1960-х роках, незважаючи на те, що не мав жодного відношення до нього. Сальгадо прийняв ті ж чорно-жовті діамантові візерунки Арлекіна для своєї маски і трико, ігноруючи той факт, що в традиції комедії дель арте П'єро був суперником Арлекіна і зазвичай одягався в біле. На початку своєї кар'єри він виграв як Чемпіонат Морелоса у напівважкій вазі, так і Чемпіонат Морелоса в командному заліку разом з El Judio. Команда з El Judio пізніше призвела до сюжетної ворожнечі між ними, в результаті якої Сальгадо виграв свій перший Lucha de Apuestas ("матч на парі") у своїй кар'єрі, в Lucha Libre матч Lucha de Apuestas, як правило, вважається більш важливим, ніж матчі за чемпіонство.

### Мексиканська асоціація вільної ліги / Всесвітня рада вільної ліги (1985-1995)
У 1985 році Сальгадо, працюючи як П'єро-молодший, почав працювати на епізодичних шоу для Empresa Mexicana de Lucha Libre (EMLL; ісп. "Мексиканське борцівське підприємство"). Перейменовано на Consejo Mundial de Luch Libre; CMLL в 1992 році), розриваючи свою кар'єру між Арена Ізабель і EMLL в Мехіко. До 1988 року він був регулярним виконавцем для EMLL, вигравши Мексиканський національний чемпіонат у напівважкій вазі з Халькон 78 4 квітня 1988 року.  Панування тривало 156 днів, поки він не програв його Могуру 7 вересня. П'єро-молодший став дворазовим національним чемпіоном Мексики у напівважкій вазі 12 січня 1990 року з перемогою над Могуром, щоб завоювати цей титул.
Піррот-молодший почав регулярно виступати разом з Бестією Сальвахе наприкінці 1989 або на початку 1990 року, сформувавши команду, яка, за рішенням офіційних осіб EMLL, повинна була виграти Мексиканський національний командний чемпіонат у тодішніх чемпіонів Анхеля Ацтеки та Атлантіса. Їхнє панування тривало 287 днів, поки вони не зазнали поразки від Анхеля Ацтеки та його нового партнера Воладора. Після цього Піррот-молодший був об'єднаний з Жаком Мате та Масакре, щоб сформувати тріо, яке отримало назву "Лос Інтікаблес" ("Недоторкані"). 22 березня 1992 року Los Intocables перемогли Los Infernales (MS-1, Пірата Морган і Ель Сатаніко) і виграли чемпіонат світу серед тріо CMLL. 20 вересня 1992 року Los Infernales повернули собі чемпіонство, після чого Los Intocables розпалися.
П'єрот-молодший переміг Джеррі Естраду, ставши другим в історії Чемпіон світу CMLL у напівважкій вазі, розпочавши правління, яке триватиме 379 днів. 2 квітня 1993 року правління Піррота-молодшого було припинено доктором Вагнером-молодшим Піррот-молодший виграв маску Ель Супремо в рамках святкування "кінця року" CMLL 8 грудня 1992 року. На початку 1994 року він виграв національний чемпіонат Мексики в важкій вазі у Райо де Халіско-молодшого.

### Asistencia Asesoría y Administración / Всесвітня федерація боротьби (1995-1997)
Піррот-молодший дебютував у Asistencia Asesoría y Administración (AAA) наприкінці 1995 року, приєднавшись до кількох інших працівників CMLL, які залишили промоушн, щоб приєднатися до свого суперника. В AAA він став учасником довготривалої ворожнечі з Ла Паркою, яка привела Піррота-молодшого до його третього правління на посаді Національного чемпіона Мексики у напівважкій вазі, яке тривало 11 днів. Коли Піррот-молодший покинув CMLL, він все ще був Національним чемпіоном Мексики у важкій вазі, і комісія Мехіко Lucha Libre дозволила йому захищати цей титул в AAA після того, як він приєднався до компанії. Його правління тривало 574 дні, до 20 вересня 1996 року, де він зазнав поразки від Маскара Сагради.
В середині 1996 року П'єрот-молодший виграв два окремих чемпіонати AAA; Спочатку він виграв новостворений чемпіонат AAA Campeón de Campeones на Triplemanía IV-B, оскільки виграв матч на вибування торнео-цибернетико, щоб стати першим чемпіоном. Наступного місяця він об'єднався з Villano III, Villano IV та Villano V, щоб стати першими володарями Мексиканського національного чемпіонату з атоміко, перемігши команду Damián 666, Espectro Jr, Гелловін та Каріс ла Момія у фіналі турніру Чемпіонат пізніше був звільнений, коли Лос Вільянос покинув ААА. 15 лютого 1997 року Латинський коханець переміг Піррота-молодшого, щоб виграти Чемпіонат Кампеона де Кампеонес Він розпочав своє четверте і останнє правління на посаді Мексиканського національного чемпіона у напівважкій вазі, перемігши Латинського коханця за цей титул.
Наприкінці 1996 року AAA та Всесвітня федерація рестлінгу (WWF; зараз називається WWE) почали співпрацювати, причому AAA надала кількох лучадорів, які працювали на шоу WWF. П'єрот-молодший був у парі з Сібернетіко на шоу WWF, дебютувавши 16 грудня 1996 року на шоу Raw is War, перемігши Нових рокерів (Марті Джаннетті та Лейф Кессіді).  Наступного вечора команда програла Дагу Фурнасу і Філу ЛаФону через дискваліфікацію, коли Сібернетіко витягнув рефері з рингу. 1997 року дует брав участь у матчі Королівська Битва і був вибув без будь-яких сюжетних ліній. 10 березня 1997 року П'єрот-молодший провів свій останній виступ у WWF, об'єднавшись з Хеві Металом і Пентагоном, щоб перемогти тріо Латинського Коханця, Ектора Гарси і Октагона.
Сальгадо покинув ААА в середині 1997 року, при цьому продовжуючи утримувати обидва Мексиканський національний чемпіонат у напівважкій вазі, і почав працювати на незалежній схемі. У якийсь момент в 1998 році він програв чемпіонат Маскара Саграді, який повернув його назад в ААА.

### Promo Azteca / International Wrestling Revolution Group / World Wrestling Council (1997-1999)
Після закінчення кар'єри в AAA і WWF Сальгадо почав працювати в новоствореній Міжнародній групі революції в рестлінгу (IWRG), що базується в місті Наукалпан, штат Мексика. Він став першим володарем Міжконтинентального чемпіонату IWRG у важкій вазі після перемоги в одноденному турнірі, перемігши Чорну Магію 29 вересня 1997 р. Хоча він був чемпіоном протягом 672 днів, він працював лише кілька дат для IWRG з кінця 1997 р. по 1 серпня 1999 р., де він програв титул Піраті Моргану.
20 липня 1998 року П'єрот-молодший програв матч Lucha de Apuestas давньому супернику Ла Парка. Він був змушений зняти свою чорно-жовту маску і відкрити натовпу в Нуево-Ларедо, штат Тамауліпас, своє справжнє ім'я - Норберто Сальгадо Сальседо.
У 1997 році він вперше виступив у промоушені Пуерто-Риканської світової ради боротьби (WWC). Коли він повернувся до WWC в 1998 році, він був представлений як Інтерконтинентальний чемпіон WWC у важкій вазі, як сюжетний спосіб представити чемпіонат без проведення турніру. Чемпіонат був представлений як частина довготривалої сюжетної лінії з Гламурний хлопчик Шейн, з яким він обмінювався чемпіонством туди-сюди на початку 1999 року. 27 березня 1999 року П'єро-молодший боровся з універсальним чемпіоном WWC Реєм Гонсалесом до нічиєї, після чого чемпіонство було ненадовго звільнено. Піррот-молодший розпочав своє четверте і останнє правління на посаді Інтерконтинентального чемпіона WWC у важкій вазі 3 квітня 1999 року, перемігши Гонсалеса в матчі-реванші Наступного дня він також виграв у Гонсалеса Універсальний чемпіонат. Його правління тривало 13 днів, програвши чемпіонат назад Гонсалесу в рамках їх постійної сюжетної лінії. Хоча Сальгадо працював без маски в Мексиці з моменту програшу в Луча де Апуестас Лос-Анджелесу Парку, він все ще працював під маскою в Пуерто-Рико, поки не програв матч Луча де Апуестас Рею Гонсалесу, щоб покласти край сюжетній ворожнечі між ними.

### Всесвітня рада з вільної боротьби (1999-2008)

#### Лос Борікуас (1999-2003)
Основна стаття: Лос Борікуас (CMLL)
У 1999 році П'єро-молодший повернувся до CMLL після закінчення його тривалого перебування в Пуерто-Рико. Після повернення П'єро-молодший заявив, що він є Борікуа, або пуерториканцем, заявляючи про перевагу пуерториканського народу над мексиканцями Він почав співпрацювати з Гран Маркусом-молодшим, який також прийняв лояльність "Борікуа". Протягом декількох тижнів дует став офіційно відомий як Los Boricuas і почав рости від команди з двох чоловік до багатолюдної стайні, коли вони додали Ла Борікуа в масці, а пізніше Венено. У цей момент Пьєро-молодший взяв прізвисько "El Comandate", діючи як диктатор над групою, додавши жінку Ла Нацист своїм особистим охоронцем тіла. У середині 2000 року вони додали до групи Violencia, замінивши El Boricua. Через кілька місяців після ювілейного шоу CMLL 68, Гран Маркус-молодший покинув групу, з сюжетним поясненням, що він втомився перебувати під командуванням П'єрота.
Кульмінація сюжетної лінії між Los Boricuas та різними перебіжчиками настала 21 березня 2003 року, коли Піррот-молодший та Гран Маркус-молодший зіткнулися в головній події шоу Homenaje a Dos Leyendas того року. Врешті-решт Пірро переміг Гран Маркуса і в результаті Гран Маркус-молодший був поголений налисо В останній сюжетній лінії Los Boricuas Віоленсія покинув групу, яка на той час складалася в основному з нього і Піррота, і змусив Піррота викрити Віоленсію на ювілейному шоу CMLL 70th Anniversary Show У наступні місяці Піррот почав регулярно співпрацювати з Вампіро і Тарзаном, поклавши кінець фракції Los Boricuas в CMLL.

#### Пізня кар'єра (2004-2008)
Після розпаду Лос Борікас П'єро-молодший і Вампіро почали довготривалу сюжетну ворожнечу з Лос Германос Діаміта, особливо з Сьєн Карасом і Маскара Аньйо 2000. Сюжетна лінія призвела до того, що Піррот і Вампіро програли матч Lucha de Apuestas в головній події шоу Sin Piedad 2004 року, залишивши і Піррота, і Вампіро повністю лисими. Його останній матч Lucha de Apuestas відбувся 15 листопада 2007 року, де він програв Лос-Анджелесу Парку і в результаті знову був поголений налисо .

## Відставка
Сальгадо був змушений піти з професійної боротьби в листопаді 2008 року після перенесеного виснажливого інсульту. Інсульт змусив його намагатися ходити без підтримки, прикувавши його до інвалідного візка. Сальгадо неодноразово вшановували після його відставки. У 2009 році борці об'єдналися, щоб організувати Unido X Amistad ("Об'єднані в дружбі"), де виручка від шоу пішла Сальгадо, оскільки він більше не міг працювати. Шоу в його рідному місті Куернавака також віддали шану і підтримку Сальгадо. Сальгадо особисто з'явився на шоу IWRG's 2013 Festival de las Máscaras 11 серпня 2013 року, де йому вручили меморіальну дошку і отримали оплески, коли він одягнув чорно-жовту маску.

## Плутанина з іменами
Протягом багатьох років кілька борців використовували ім'я "П'єро" або варіації цього імені в професійній боротьбі.
П'єро I / П'єро II - не має відношення до П'єро-молодшого.
Hijo del Pierroth (I) - син Сальгадо, ім'я дослівно перекладається як "син П'єро", іноді працював як "П'єро-молодший" після того, як Сальгадо став відомий як справедливий П'єро.
Hijo del Pierroth (II) - після травми оригінального Hijo del Pierroth ім'я та маску використовувала нова людина, це борець раніше відомий як "Salsero", а зараз працює як "Pierko el Boricua" після того, як відмовився від імені Pierroth.
П'єрот-молодший - не син Сальгадо, спочатку зображувався борцем Рей Вікінго, а пізніше був замінений на оригінального Моско де ла Мерседа, який зараз виступає під ім'ям Ікс-Флай.
П'єро II - Айзек Педро Гонсалес Нуньєс втратив свою маску проти Ель Канека-молодшого, тепер бореться як Ель Антихрист.
П'єротіто/Міні П'єрот - міні-Естрелла, який бореться як зменшена версія П'єрота-молодшого.
Команданте П'єро - дебютував у CMLL у травні 2013 року, раніше відомий як Торо Бланко та Подер Мексика. 2017 року змінив свій ринговий псевдонім на "Бестія дель Рінг".

## Персона професійного рестлінгу
Після того, як Сальгадо прийняв свій войовничий характер "Команданте П'єро", він отримав прізвисько Ель Бокасас ("Великий рот") за свої довгі, в'їдливі промови як на рингу, так і за сценою. Сальгадо прийняв складний прийом підпорядкування під назвою "La Pierrotina", створений оригінальним П'єро. Для виконання прийому Сальгадо тримав суперника догори ногами, притискаючи його голову до свого коліна, одночасно чинячи тиск на ноги.

## Чемпіонати та досягнення

##### Asistencia Asesoría y Administración
- Чемпіонат AAA Campeón de Campeones[en] (1 раз).
- Чемпіонат Мексики з атомістики[en] (1 раз)[en] - з Вільяно III[en], Вільяно IV[en] та Вільяно V[en].
- Національний чемпіонат Мексики у напівважкій вазі[en] (2 рази)[en].

##### Всесвітня рада з вільної боротьби (Consejo Mundial de Lucha Libre)
- Чемпіонат світу в напівважкій вазі за версією CMLL[en] (1 раз)[en].
- Чемпіонат світу серед тріо CMLL[en] (1 раз)[en] - з Хаке Мате[en] та Масакре[en].
- Чемпіонат Мексики у важкій вазі[en] (1 раз)[en].
- Національний чемпіонат Мексики у напівважкій вазі[en] (2 рази)[en].
- Чемпіонат Мексики в командному заліку[en] (1 раз)[en] - з Бестією Сальвахе[en].
- Копа де Оро 1995 - у складі "Чикаго Експрес".

##### Міжнародна федерація вільної боротьби
- Чемпіонат FILL у важкій вазі (1 раз).

##### Міжнародна група борцівської революції[en]
- Інтерконтинентальний чемпіонат IWRG у важкій вазі[en] (1 раз).

##### Мексиканськийнезалежний ринг[en]
- Чемпіонат Морелоса у напівважкій вазі (1 раз).
- Чемпіонат Morelos Tag Team Championship (1 раз) - з El Judio.
- Чемпіонський титул WWC у важкій вазі[en] (1 раз, невизнаний).

##### Всесвітня рада боротьби
- Інтерконтинентальний чемпіонат WWC у важкій вазі[en] (4 рази).
- Універсальний чемпіонат WWC[en] (1 раз).

##### Pro Wrestling Illustrated
- PWI поставив його на 138 місце серед 500 найкращих борців-одинаків у рейтингу PWI 500 у 1997 році.

## Рекорди вLucha de Apuesta
Дивіться також: Luchas de Apuestas
| Переможець (ставка)                     | Переможений (ставка)             | Місце проведення             | Подія                   | Дата проведення        | Примітки |
| --------------------------------------- | -------------------------------- | ---------------------------- | ----------------------- | ---------------------- | -------- |
| П'єро -молодший (маска)                 | El Judío (маска)                 | Куернавака, Морелос          | Подія наживо            | N/A                    |          |
| П'єро -молодший (маска)                 | Містер Маджестік (маска)         | Куернавака, Морелос          | Подія наживо            | N/A                    |          |
| П'єро -молодший (маска)                 | Ла-Аранья-де-Морелос (маска)     | Куернавака, Морелос          | Подія наживо            | N/A                    |          |
| П'єро -молодший (маска)                 | Заратустра (маска)               | Куернавака, Морелос          | Подія наживо            | N/A                    |          |
| П'єро -молодший (маска)                 | Power Man (маска)                | Монтеррей, Нуево-Леон        | Подія наживо            | N/A                    |          |
| П'єро -молодший (маска)                 | Ель Супремо (маска)              | Мехіко                       | Juicio Final            | 1992                   |          |
| П'єро -молодший (маска)                 | Тігре Бланко (маска)             | Гвадалахара, Халіско         | Подія наживо            | N/A                    |          |
| П'єро -молодший (маска)                 | Ель Борікуа (маска)              | Мехіко                       | Подія наживо            | 1996                   |          |
| П'єро -молодший (маска)                 | Поцілунок (маска)                | Тіхуана, Південна Каліфорнія | Подія наживо            | 1998                   |          |
| Ла-Парка (маска)                        | П'єро-молодший (маска)           | Нуево-Ларедо, Тамауліпас     | Подія наживо            | 20 липня 1998 року     |          |
| П'єро-молодший (волосся)                | Power Man (маска)                | Монтеррей, Нуево-Леон        | Подія наживо            | N/A                    |          |
| П'єро-молодший (волосся)                | Ростро Салазар (маска)           | Рейноса, Тамауліпас          | Подія наживо            | N/A                    |          |
| П'єро-молодший (волосся)                | Американський руйнівник (маска)  | Нуево-Ларедо, Тамауліпас     | Подія наживо            | N/A                    |          |
| Рей Гонсалес (волосся)                  | П'єро-молодший (маска)           | Гуайнабо, Пуерто-Рико        | Подія наживо            | 1999                   |          |
| П'єро-молодший (волосся)                | Сальсеро (волосся)               | Нуево-Ларедо, Тамауліпас     | Подія наживо            | N/A                    |          |
| П'єро-молодший (волосся)                | Бразо-де-Плата (волосся)         | Мехіко                       | Подія наживо            | N/A                    |          |
| П'єро-молодший (волосся)                | Маскара Аньо 2000 (волосся)      | Мехіко                       | Подія наживо            | 27 вересня 2002 року   |          |
| П'єро-молодший (волосся)                | Super Brazo (волосся)            | Куернавака, Морелос          | Подія наживо            | 17 жовтня 2002 року    |          |
| П'єро-молодший (волосся)                | Аполо Дантес (волосся)           | Мехіко                       | Подія наживо            | 18 лютого 2003 року    |          |
| П'єро-молодший (волосся)                | Гран Маркус-молодший (волосся)   | Мехіко                       | Homenaje a Dos Leyendas | 31 березня 2003 року   |          |
| П'єро-молодший (волосся)                | Сьєн Карас (волосся)             | Мехіко                       | Подія наживо            | 20 червня 2003 року    |          |
| П'єро-молодший (волосся)                | Бразо-де-Плата (волосся)         | Куернавака, Морелос          | Подія наживо            | 3 липня 2003 року      |          |
| П'єро-молодший (волосся)                | Віоленсія (волосся)              | Мехіко                       | CMLL 70-й ювілейне шоу  | 19 вересня 2003 року   |          |
| Universo 2000 (маска)                   | П'єро-молодший (волосся)         | Мехіко                       | Сін П'єдад              | 5 грудня 2003 року     |          |
| Cien Caras і Máscara Año 2000 (волосся) | Pierroth Jr. і Vampiro (волосся) | Мехіко                       | Сін П'єдад              | 17 грудня 2004 року    |          |
| П'єро-молодший (волосся)                | El Satanico (волосся)            | Пуебла                       | Подія наживо            | 25 липня 2005 року     |          |
| Гектор Гарза (волосся)                  | П'єро-молодший (волосся)         | Мехіко                       | Подія наживо            | 19 серпня 2005 року    |          |
| Доктор Вагнер-молодший (маска)          | П'єрот (волосся)                 | Акапулько                    | Подія наживо            | 19 квітня 2006 року    |          |
| Тарзан (волосся)                        | П'єрот (волосся)                 | Тлакскала                    | Подія наживо            | 30 грудня 2006 року    |          |
| Лос-Анджелес Парк (маска)               | П'єрот (волосся)                 | Ксалапа, Веракрус            | Подія наживо            | 15 листопада 2007 року |          |